# 喷枪化妆

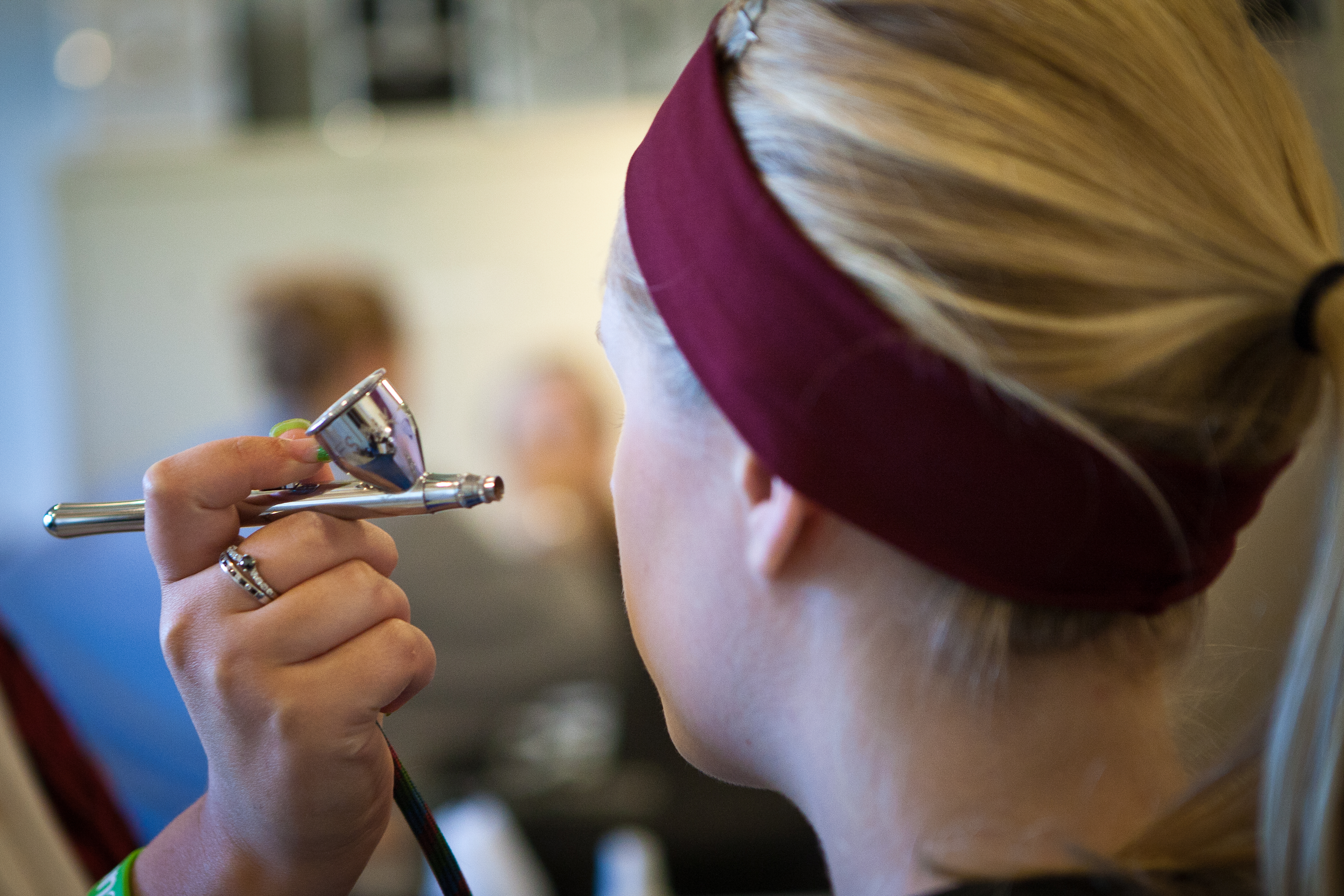
化妆师用喷枪將粉底喷在模特脸上

喷枪化妆是指通過喷枪将化妆品喷到皮肤上，而常見的化妝方式則是通過海绵、刷子、手指或其他方法將化妆品涂在皮膚上。 

## 历史
早在20世纪30年代，就有美国电影演員就開始用喷枪化妆。